# Thomas Ainsworth
Thomas Ainsworth (Bolton-le-Moors, 22 december 1795 - Nijverdal, 13 februari 1841) was een Engels textieltechnicus en wordt beschouwd als de grondlegger van de katoenindustrie in Twente.

## Biografie
Na omzwervingen in België en West-Nederland voerde hij vanaf 1831 opdrachten uit in Oost-Nederland en Westfalen. Een toevallige ontmoeting in Hengelo met Willem de Clercq, secretaris van de Nederlandsche Handel-Maatschappij (NHM) en Charles Louis de Maere leidde tot de oprichting van een weefschool in Goor in 1833, waarover Ainsworth de leiding kreeg (tot 1836). Aan Twentse wevers werd in snel tempo geleerd te werken op Calicot-getouwen met een verbeterde snelspoel. Al snel werden ook weefscholen geopend in Diepenheim, Enter en Holten. 
De textieltechnicus Ainsworth begon proeven te nemen met nog fijnere soorten katoen, zoals drukkatoen en cambric. De NHM verzocht hem een modelweverij en vlasspinnerij te stichten, gecombineerd met een agentschap. Zijn keuze viel op de omgeving van de Rijksstraatweg van Zwolle naar Almelo die in 1829 werd aangelegd, waar deze de rivier de Regge kruist. In een directievergadering werd een naam bedacht voor deze plek: Nijverdal. De eerste steen voor de fabriek werd gelegd op 16 mei 1836. 

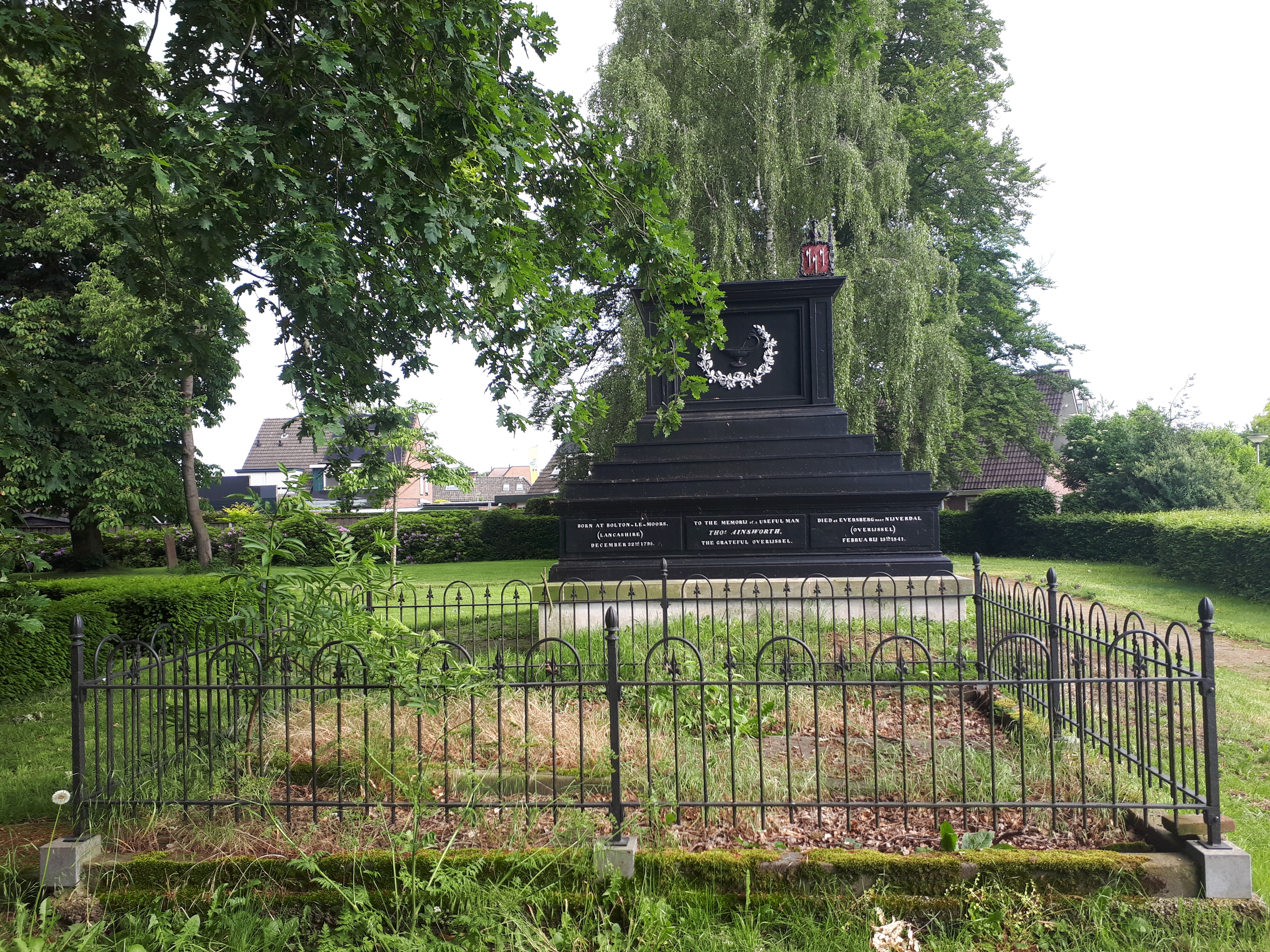
Grafmonument Thomas Ainsworth Goor, 2024

Ainsworth nam zijn intrek in de nabijgelegen havezate uit 1612, landgoed De Eversberg. Hier overleed hij onverwacht in 1841. Hij werd begraven in het stadje Goor, waar zijn grafmonument - door de lokale gemeente uit dankbaarheid opgericht - nog steeds aanwezig is op de oude gemeentelijke begraafplaats aan de Laarstraat - Herman Heijermansstraat.
- Biografisch Portaal: 84706263
- Digitale Bibliotheek voor de Nederlandse Letteren: ains002
- International Standard Name Identifier: 0000 0003 8960 040X
- Nederlandse Thesaurus van Auteursnamen: 072486058
- Virtual International Authority File: 283031509